# IC 4983
IC 4983 — галактика типу SBc () у сузір'ї Телескоп.
Цей об'єкт міститься в оригінальній редакції індексного каталогу.